# Monarca de Biak
El monarca de Biak (Myiagra atra) és un ocell de la família dels monàrquids (Monarchidae).

## Hàbitat i distribució
Habita el bosc obert a les illes de Numfor i Biak, prop de la costa nord-occidental de Nova Guinea.